# Бовлус (Міннесота)
Бовлус (англ. Bowlus) — місто (англ. city) в США, в окрузі Моррісон штату Міннесота. Населення — 279 осіб (2020).

## Географія
Бовлус розташований за координатами 45°49′9″ пн. ш. 94°24′27″ зх. д. / 45.81917° пн. ш. 94.40750° зх. д. (45.819065, -94.407533).  За даними Бюро перепису населення США в 2010 році місто мало площу 3,23 км², уся площа — суходіл.

## Демографія
Згідно з переписом 2010 року, у місті мешкало 290 осіб у 114 домогосподарствах у складі 79 родин. Густота населення становила 90 осіб/км².  Було 122 помешкання (38/км²).
Расовий склад населення:
| - 98,3 % — білих - 0,3 % — корінних американців - 0,3 % — чорних або афроамериканців |

До двох чи більше рас належало 1,0 %. Частка іспаномовних становила 0,0 % від усіх жителів.
За віковим діапазоном населення розподілялося таким чином: 24,1 % — особи молодші 18 років, 60,4 % — особи у віці 18—64 років, 15,5 % — особи у віці 65 років та старші. Медіана віку мешканця становила 33,0 року. На 100 осіб жіночої статі у місті припадало 123,1 чоловіків;  на 100 жінок у віці від 18 років та старших — 109,5 чоловіків також старших 18 років.
Середній дохід на одне домашнє господарство  становив 48 262 долари США (медіана — 38 750), а середній дохід на одну сім'ю — 50 860 доларів (медіана — 41 750). Медіана доходів становила 41 161 долар для чоловіків та 30 625 доларів для жінок. За межею бідності перебувало 23,2 % осіб, у тому числі 44,1 % дітей у віці до 18 років та 8,7 % осіб у віці 65 років та старших.
Цивільне працевлаштоване населення становило 164 особи. Основні галузі зайнятості: виробництво — 20,7 %, роздрібна торгівля — 13,4 %, мистецтво, розваги та відпочинок — 12,2 %, освіта, охорона здоров'я та соціальна допомога — 11,0 %.